# Jimmy Sangster
James Henry „Jimmy“ Kinmel Sangster (* 2. Dezember 1927 in Kinmel Bay, Wales; † 19. August 2011 in London) war ein britischer Regisseur, Drehbuchautor und Schriftsteller, der vor allem durch seine Manuskripte für die zentralen Horrorfilmproduktionen der Hammer Film Productions bekannt wurde.

## Leben
Sangster kam 1941 als zweiter Kameraassistent zum Film. Von 1946 bis 1954 wirkte er bei zahlreichen Filmen (unter anderem für Ealing Studios) als Regieassistent, darunter bei nicht weniger als 29 B-Produktionen für Hammer, bevor er zum Produktionsleiter befördert wurde. Nach dem enormen Erfolg des SF-Thrillers Schock, bei dem er einige Nächte mit dem Second Unit gearbeitet hatte, saß er mit den Hammer-Produzenten Anthony Hinds und Michael Carreras zusammen und diskutierte mögliche weiter Science-Fiction-Plots. Dreißig Minuten später war er von Hinds als Drehbuchautor für XX unbekannt verpflichtet: “If we like it, we’ll pay you. If we don’t, tough shit. You’re still on the payroll as a production manager so what have you got to lose.”
Mit seinen Manuskripten zu den Remakes berühmter Gruselfilmklassiker wie Frankensteins Fluch, Dracula und Die Rache der Pharaonen, die von Terence Fisher in Szene gesetzt wurden, war er gegen Ende der 50er Jahre maßgeblich an der Erfolgsstory der kleinen britischen Produktionsgesellschaft beteiligt. Noch Anfang der 70er Jahre zollte ihm Fisher Respekt. In Bezug auf den großen Erfolg des gothischen Horrorfilms Frankensteins Fluch sagte er: „The greatest credit ought to go to Jimmy Sangster, who wrote the scripts and managed to make the original story so cinematic“.
Schon früh verlegte sich Sangster, der auch gelegentlich Drehbücher für andere Produktionsgesellschaften schrieb, darauf, Psychothriller für Hammer zu verfassen, die ihm mehr Freude bereiteten als die gothischen Gruselfilme. Sein erstes Drehbuch in dieser Richtung war bereits 1958 Der Schnorchel. Es folgten Filme wie Ein Toter spielt Klavier oder Haus des Grauens, häufig unter der Regie von Sangsters engem Freund Freddie Francis. Sein sechster und letzter "Mini-Hitchcock" für Hammer war The Fear – Angst in der Nacht, bei dem Sangster selbst auch Regie führte. Der Film war gleichzeitig Sangsters dritte und letzte Regiearbeit nach dem parodistisch angehauchten Frankensteins Schrecken, dessen Drehbuchüberarbeitung er nur unter der Prämisse übernommen hatte, auch produzieren und Regie führen zu dürfen, und Nur Vampire küssen blutig, wo er extrem kurzfristig für den verunfallten Terence Fisher eingesprungen war und keinerlei Einfluss auf Drehbuch oder Besetzung hatte. Alle drei Regiearbeiten Sangsters gelten als wenig bedeutsam.
Anfang der 70er Jahre zog Sangster nach Los Angeles und arbeitete dort vor allem als Script Consultant und gelegentlich auch Drehbuchautor an Fernsehserien wie Cannon, Der Chef, Columbo, Der Nachtjäger und Der Sechs-Millionen-Dollar-Mann. Von Zeit zu Zeit schrieb er auch Fernseh- und Kinofilme, bevor er sich in den 80er Jahren mehr oder weniger zur Ruhe setzte. Bereits in den 60er Jahren hatte er begonnen, Kriminalromane zu schreiben, von denen zwei für das amerikanische Fernsehen verfilmt worden waren. Bis 1987 erschienen insgesamt acht Romane aus seiner Feder. Touchfeather (1968) und Touchfeather, Too (1970) sind unter den Titeln Die Lady fliegt zur Hölle und Die Lady im Goldsarg auch in Deutsch erschienen.
Im Jahre 1977 wurde Sangster von der Academy of Science Fiction, Fantasy & Horror Films für seine Karriere als Drehbuchautor mit der Golden Scroll, dem Vorgängerpreis der Saturn Awards, ausgezeichnet.
In den 90er Jahren erwarb eine deutsche Produktionsgesellschaft ein altes, unverfilmtes Drehbuch von Sangster, das dieser leicht überarbeitete. Nach einer weiteren ausgiebigen Überarbeitung durch Natalie Scharf, mit der Sangster nur sehr bedingt zufrieden war, kam der deutsche Thriller Flashback – Mörderische Ferien 2000 mit bescheidenem Erfolg in die Kinos.
Jimmy Sangster, der in erster Ehe mit der Hammer-Friseuse Monica Hustler und dritter Ehe mit der Schauspielerin Mary Peach verheiratet war, verfasste eine Autobiographie, die 1997 erschien, und ein 2001 veröffentlichtes Buch mit seinen Erinnerungen an die Arbeit für Hammer Film Productions.

## Filmografie

### Drehbuchautor
- 1955: A Man on the Beach (Kurzfilm)
- 1956: XX unbekannt (X the Unknown)
- 1957: Frankensteins Fluch (The Curse of Frankenstein)
- 1957: The Assassin (Fernsehfilm)
- 1957: Motive for Murder (Miniserie, 6 Episoden)
- 1958: Dracula (Dracula)
- 1958: Frankensteins Rache (The Revenge of Frankenstein)
- 1958: Duell mit dem Tod (Intent to Kill)
- 1958: Der Schnorchel (The Snorkel)
- 1958: Die Teufelswolke von Monteville (The Trollenberg Terror)
- 1958: Der Dämon mit den blutigen Händen (Blood of the Vampire)
- 1958, 1961: Armchair Theatre (Fernsehserie, 2 Episoden)
- 1959: Eine Stadt sucht einen Mörder (Jack the Ripper)
- 1959: Den Tod überlistet (The Man Who Could Cheat Death)
- 1959: Die Rache der Pharaonen (The Mummy)
- 1960: Dracula und seine Bräute (The Brides of Dracula)
- 1960: Verbrecherzentrale Sidney Street (The Siege of Sidney Street)
- 1961: Der rote Herzog (The Hellfire Club)
- 1961: Terror der Tongs (The Terror of the Tongs)
- 1961: Ein Toter spielt Klavier (Taste of Fear)
- 1963: Haus des Grauens (Paranoiac)
- 1963: Die Ausgekochten (Maniac)
- 1963: Sergeant Fraser (To Have and to Hold)
- 1964: Der Satan mit den langen Wimpern (Nightmare)
- 1964: Die Teufelspiraten (The Devil-Ship Pirates)
- 1964: Das Verrätertor (Traitor’s Gate)
- 1964: Face of a Stranger
- 1965: Hysteria
- 1965: War es wirklich Mord? (The Nanny)
- 1966: Blut für Dracula (Dracula: Prince of Darkness)
- 1967: Heiße Katzen (Deadlier Than the Male)
- 1968: Die Giftspritze (The Anniversary)
- 1969: Geheimagent John Smith: Zur Spionage erpreßt (The Spy Killer, Fernsehfilm)
- 1970: Geheimagent John Smith: Spion zum Austausch (Foreign Exchange, Fernsehfilm)
- 1970: Crescendo – Die Handschrift des Satans (Crescendo)
- 1970: Frankensteins Schrecken (The Horror of Frankenstein)
- 1971: Der Hauch des Bösen (A Taste of Evil, Fernsehfilm)
- 1972: Wer hat Tante Ruth angezündet? (Who Slew Auntie Roo?)
- 1972: The Fear – Angst in der Nacht (Fear in the Night)
- 1972–1973: Teufelskreis der Angst (Ghost Story, Fernsehserie, 5 Episoden)
- 1973: Der Magier (The Magician, Fernsehserie, Episode 1x01)
- 1973: Scream, Pretty Peggy (Fernsehfilm)
- 1973: Maneater (Fernsehfilm)
- 1974: Banacek (Fernsehserie, Episode 2x05)
- 1974: Der Sechs Millionen Dollar Mann (The Six Million Dollar Man, Fernsehserie, Episode 1x06)
- 1974: Ein Sheriff in New York (McCloud, Fernsehserie, 2 Episoden)
- 1974: Der Nachtjäger (Kolchak: The Night Stalker, Fernsehserie, Episode 1x11)
- 1974: Der Chef (Ironside, Fernsehserie, 3 Episoden)
- 1975: Cannon (Fernsehserie, Episode 5x05)
- 1975: Die knallharten Fünf (S.W.A.T., Fernsehserie, Episode 2x09)
- 1975–1976: Abenteuer der Landstraße (Movin’ On, Fernsehserie, 10 Episoden)
- 1976: Most Wanted (Fernsehserie, Episode 1x02)
- 1976–1977: Wonder Woman (Fernsehserie, 3 Episoden)
- 1977: Nashville 99 (Fernsehserie, 2 Episoden)
- 1977: Good Against Evil (Fernsehfilm)
- 1978: Das Haus des Satans (The Legacy)
- 1979: Mord in Music City (Murder in Music City, Fernsehfilm)
- 1979: The Billion Dollar Threat (Fernsehfilm)
- 1979: Ebony, Ivory and Jade (Fernsehfilm)
- 1979: Die Supertypen (Concrete Cowboys, Fernsehfilm)
- 1979: B.J. und der Bär (B.J. and the Bear, Fernsehserie, Episode 2x08)
- 1980: Phobia
- 1980: Agent wider Willen (Once Upon a Sky, Fernsehfilm)
- 1981: Schatten des Bösen (No Place to Hide, Fernsehfilm)
- 1982–1983: Ripley’s Believe It or Not! (Fernsehserie, 3 Episoden)
- 1984: Mr. T – Man at the Top (The Toughest Man in the World, Fernsehfilm)
- 1985: North Beach and Rawhide (Fernsehfilm)
- 2000: Flashback – Mörderische Ferien

### Filmproduzent
- 1961: Ein Toter spielt Klavier (Taste of Fear)
- 1962: Bis aufs Blut (The Savage Guns)
- 1963: Die Ausgekochten (Maniac)
- 1964: Der Satan mit den langen Wimpern (Nightmare)
- 1965: Hysteria
- 1965: War es wirklich Mord? (The Nanny)
- 1967: Die Giftspritze (The Anniversary)
- 1969: Geheimagent John Smith: Zur Spionage erpreßt (The Spy Killer, Fernsehfilm)
- 1970: Geheimagent John Smith: Spion zum Austausch (Foreign Exchange, Fernsehfilm)
- 1970: Frankensteins Schrecken (The Horror of Frankenstein)
- 1972: Wer hat Tante Ruth angezündet? (Who Slew Auntie Roo?)
- 1972: The Fear – Angst in der Nacht (Fear in the Night)
- 1979: Mord in Music City (Murder in Music City, Fernsehfilm)
- 1979: Ebony, Ivory and Jade (Fernsehfilm)

### Regisseur
- 1952: Erpresserin (The Last Page, Regieassistenz)
- 1953: Das Gangster-Syndikat (36 Hours, Regieassistenz)
- 1953: Teufel in Blond (Bad Blonde/The Flanagan Boy, Regieassistentz)
- 1970: Frankensteins Schrecken (The Horror of Frankenstein)
- 1970: Nur Vampire küssen blutig (Lust for a Vampire)
- 1972: The Fear – Angst in der Nacht (Fear in the Night)

## Bibliografie
- 1967: Private I
- 1968: Foreign Exchange
- 1968: Touchfeather (dt. Die Lady fliegt zur Hölle)
- 1970: Touchfeather, Too (dt. Die Lady im Goldsarg)
- 1971: Your Friendly Neighbourhood Death Pedlar
- 1986: Snowball
- 1987: Blackball
- 1988: Hardball
- 1999: Do You Want It Good or Tuesday? From Hammer Films to Hollywood! A Life in the Movies (Autobiographie)
- 2001: Inside Hammer